# Ernest Borissowitsch Winberg

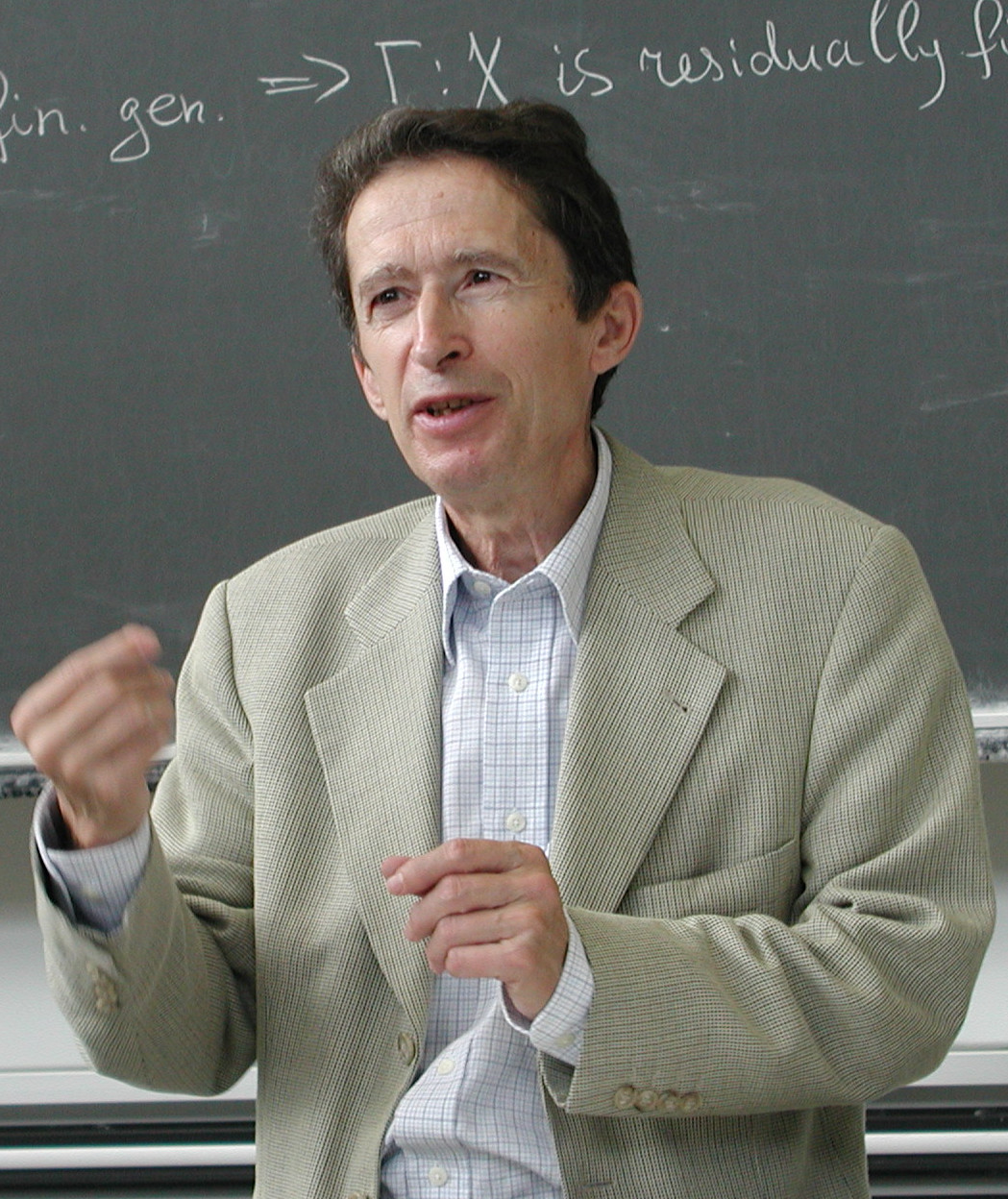
Ernest Borissowitsch Winberg, 2001

Ernest Borissowitsch Winberg (russisch Эрнест Борисович Винберг, englische Transkription Ernest Borisovich Vinberg; * 26. Juli 1937 in Moskau; † 12. Mai 2020 ebenda) war ein russischer Mathematiker, der sich mit Algebra, speziell Darstellungstheorie von Gruppen, und Geometrie beschäftigte.

## Leben
Winberg machte 1959 an der Lomonossow-Universität seinen Abschluss und promovierte dort (russisch Kandidat) 1962 bei Eugene Dynkin und Ilja Pjatetskij-Shapiro. Er lehrte ab 1961 am Lehrstuhl für Algebra an der Lomonossow-Universität (ab 1966 mit einer Assistenzprofessur, ab 1991 mit voller Professur) und war außerdem Professor an der Unabhängigen Universität in Moskau.
Er war im Leitungskomitee der Moskauer Mathematischen Gesellschaft. Vinberg erhielt den Humboldt-Forschungspreis. 1983 war er Invited Speaker auf dem Internationalen Mathematikerkongress in Warschau (Discrete reflection groups in Lobachevsky spaces). 2010 wurde er in die American Academy of Arts and Sciences gewählt.
Zu seinen Doktoranden zählten Victor Kac (1968) und Boris Weisfeiler (1970).
Er starb am 12. Mai 2020 im Alter von 82 Jahren an einer Coronavirus-Infektion.

## Werk
Vinberg klassifizierte in seiner ersten Arbeit homogene Räume von Lie-Gruppen mit invarianten linearen Zusammenhangsformen. Danach befasste er sich mit homogenen konvexen Kegeln, die er im nicht selbst-dualen Fall klassifizierte (über Verbindungen zu Jordan-Algebren), wobei er eine neue Klasse nicht-assoziativer Algebren entdeckte, die nach ihm benannt ist (Vinberg-Algebren). Er gab auch das erste Beispiel eines nicht selbstdualen homogenen konvexen Kegels. In den 1980er Jahren studierte er invariante Kegel in Lie-Algebren.
Ab den 1960er Jahren begann er ein systematisches Studium diskreter kristallographischer Spiegelungsgruppen. 1983 bewies er, dass es in hyperbolischen Räumen von dreißig und mehr Dimensionen keine kokompakten hyperbolischen Spiegelungsgruppen gibt. Er untersuchte auch die Arithmetizität hyperbolischer Reflexionsgruppen und bewies, dass es in hyperbolischen Räumen mit dreißig und mehr Dimensionen keine diskreten arithmetischen Spiegelungsgruppen vom nicht-kompakten Typ gibt.
In der Invariantentheorie klassifizierte er beispielsweise 1976 mit Victor Kac und V. L. Popov (der bei ihm 1972 promovierte) die einfachen zusammenhängenden irreduziblen linearen algebraischen Gruppen mit einer freien Algebra von Invarianten.
In den 1970er Jahren beförderte er das Studium lokal transitiver Wirkungen von algebraischen Gruppen in algebraischen Varietäten und äquivarianten Einbettungen homogener Räume. Dies führte unter anderem zu einer Theorie der Darstellung torischer Varietäten in der konvexen Geometrie durch rationale Polyeder und Fächer. 1986 führte er für die Wirkungen einer reduktiven Gruppe in irreduziblen algebraischen Varietäten ein Maß für deren Komplexität ein.
In den 2000er Jahren studierte er kommutative homogene Räume von Lie-Gruppen, das heißt, solche homogenen Räume mit einer kommutativen Algebra invarianter Differentialoperatoren.
Nach ihm benannt sind der Vinberg-Algorithmus zur Konstruktion von Fundamentalbereichen, der Satz von Koecher-Vinberg über die Korrespondenz zwischen formal reellen Jordan-Algebren und symmetrischen konvexen Kegeln und die Koszul-Vinberg-Algebra.

## Schriften
- Linear representations of groups. Birkhäuser, 1989
- A Course in Algebra. American Mathematical Society (AMS), 2003
- als Herausgeber und Mitautor: Lie groups and invariant theory. AMS, 2005 (von Vinberg darin unter anderem: Construction of the exceptional simple Lie algebras)
- mit A.L. Onishchik: Lie groups and algebraic groups. Springer, 1990
- mit V.V. Gorbatsevich und A.L. Onishchik: Foundations of Lie groups and Lie transformation groups. Springer, 1997
- Hyperbolic reflection groups. Russian Mathematical Surveys, Band 40, 1985, S. 31–75.
- als Herausgeber: Geometry II. Encyclopedia of Mathematical Sciences, Springer 1991, (darin Vinberg und andere: Geometry of spaces of constant curvature, Discrete groups of motions of spaces of constant curvature)